# 維多利亞諾·韋爾塔
何塞·維多利亞諾·韋爾塔·馬奎斯（西班牙語：José Victoriano Huerta Márquez，西班牙語發音：[χoˈse βiktoˈɾjano ˈweɾta ˈmaɾkes]；1850年12月22日—1916年1月13日）是一位墨西哥軍官，曾任墨西哥第35任總統。
在一段波菲里奧·迪亞斯總統領導下的軍事生涯後，在墨西哥革命的第一階段，韋爾塔成為民主派總統弗朗西斯科·馬德羅的高級官員。 
1913年，在一次針對馬德羅及其兄弟和副總統皮諾·蘇亞雷斯（José María Pino Suárez）的罷免並暗殺的小規模暴動期間，馬德羅委由韋爾塔控制墨西哥城，韋爾塔乘機領導了一個反對馬德羅的政變，這場政變被史上稱為十日悲劇（Ten Tragic Days）。
韋爾塔政權不久遭到革命力量的反抗，使國家陷入內戰動盪中。在聯邦軍隊潰敗後，他在1914年被迫辭職並逃離墨西哥，僅僅擔任17個月總統。在第一次世界大戰期間，韋爾塔試圖與在美國的德國間諜勾結，於1915年在美國被捕並於拘留期間死亡。